# Gajus Cassius Longinus
Gajus Cassius Longinus ( ca. 86 BC – 3. oktober 42 f.Kr.) var en romersk senator og general bedst kendt som en af de ledende initiativtager bag mordet på Julius Cæsar den 15. marts 44 f.Kr. Han var svoger til Brutus – en af de andre leder af sammensværgelsen mod Cæsar. Han kommanderede, sammen med Brutus, de tropper som under slaget ved Philippi kæmpede mod de kombinerede styrker, der var ledet af Marcus Antonius og Octavian. Han begik selvmord efter at være blevet besejret af Marcus Antonius.
Cassius blev valgt som plebejertribun i 49 f.Kr. Han modsatte sig dog Cæsar, og i sidste ende kommanderede han en flåde mod Cæsar under borgerkrigen (49–45 f.Kr.): efter Cæsar besejrede Pompejus i forbinde med slaget ved Farsalos tvang han Cassius til at overgive sig. Efter Cæsars død flygtede Cassius mod øst, hvor han samlede en hær på tolv legioner. Han blev støttet og gjort til guvernør af Senatet. Senere marcherede Cassius og Brutus mod vest mod det Andet Triumvirats.
Han fulgte filosoffen Epikurs lære, selvom forskere diskuterer, hvorvidt disse overbevisninger påvirkede hans politiske liv eller ej. Cassius er en af hovedperson i William Shakespeares skuespil Julius Cæsar, der skildrer mordet på Cæsar og dets eftervirkninger. Han er også vist i den nederste kreds af Helvede i Dantes Inferno som straf for at forråde og dræbe Cæsar.

## Eksterne links
- "Cassius Longinus" i den Jewish Encyclopedia
- Breve til og fra Cassius fra Ciceros breve til venner
- "Brutus' liv" - fra Plutarchs parallelle liv